# آکاسیای لانگیفلیا
آکاسیا لانگیفلیا (نام علمی: Acacia longifolia) نام یک گونه از سرده آکاسیا است.

## نگارخانه

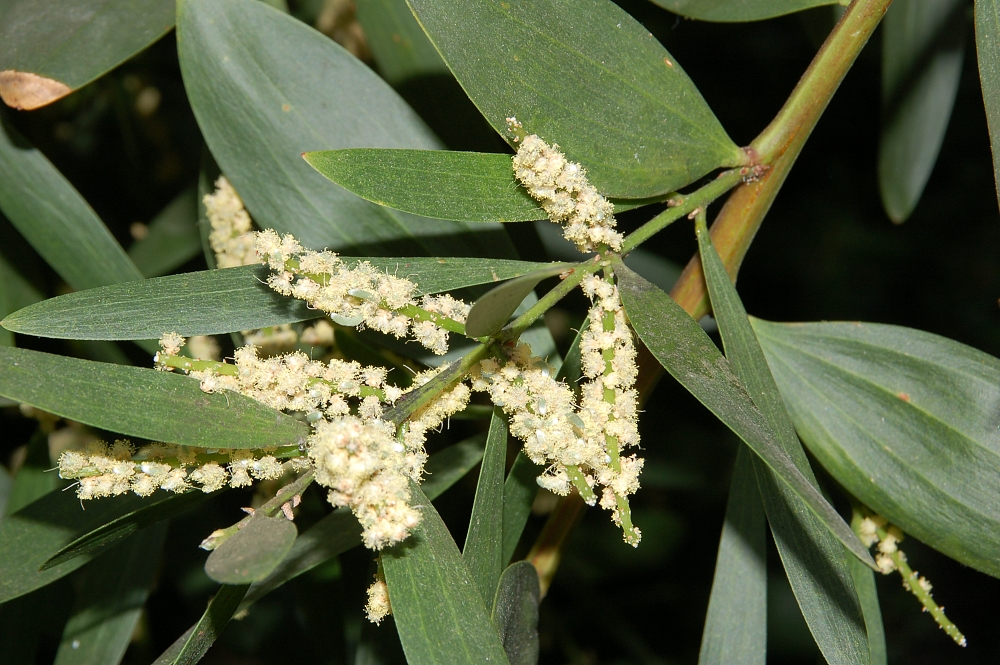
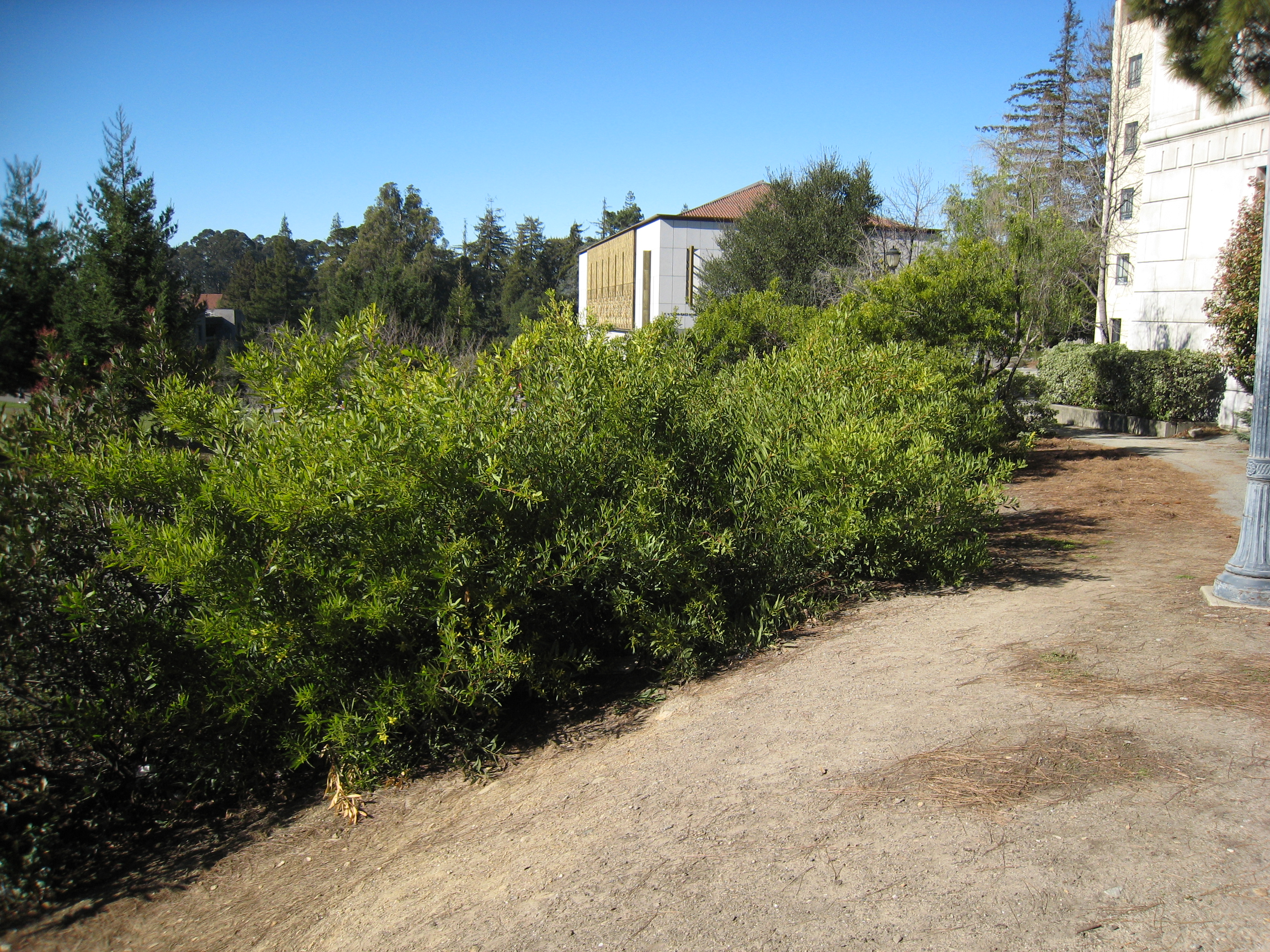
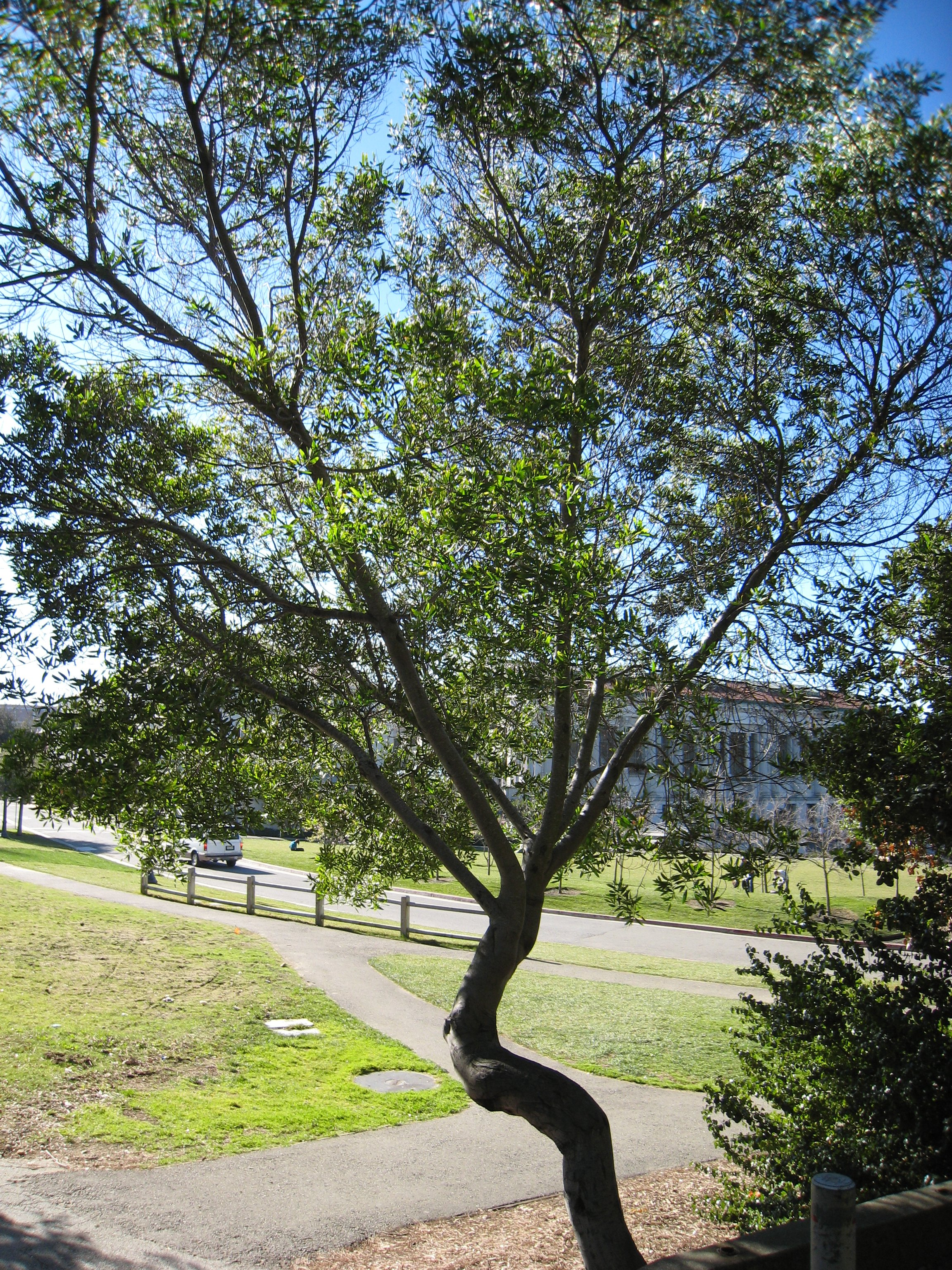
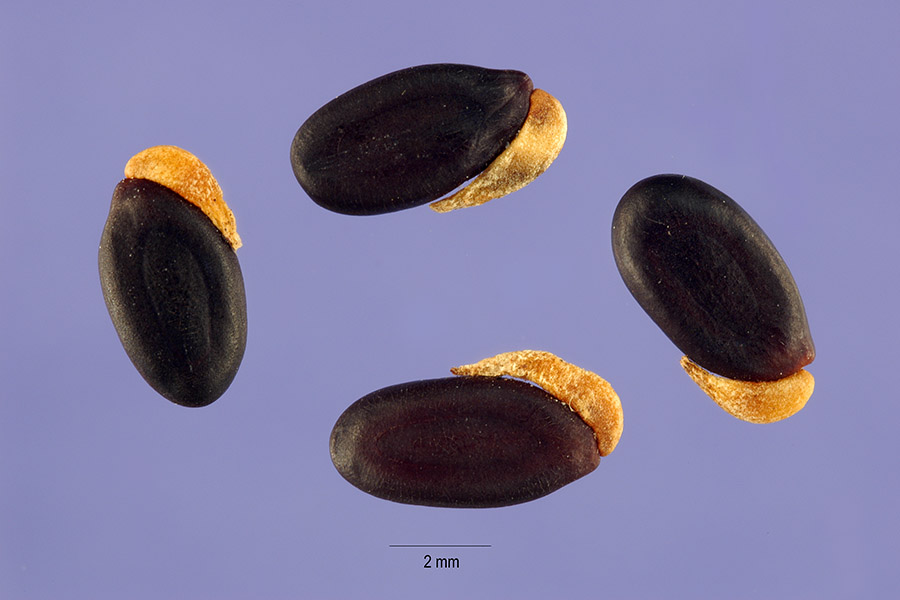
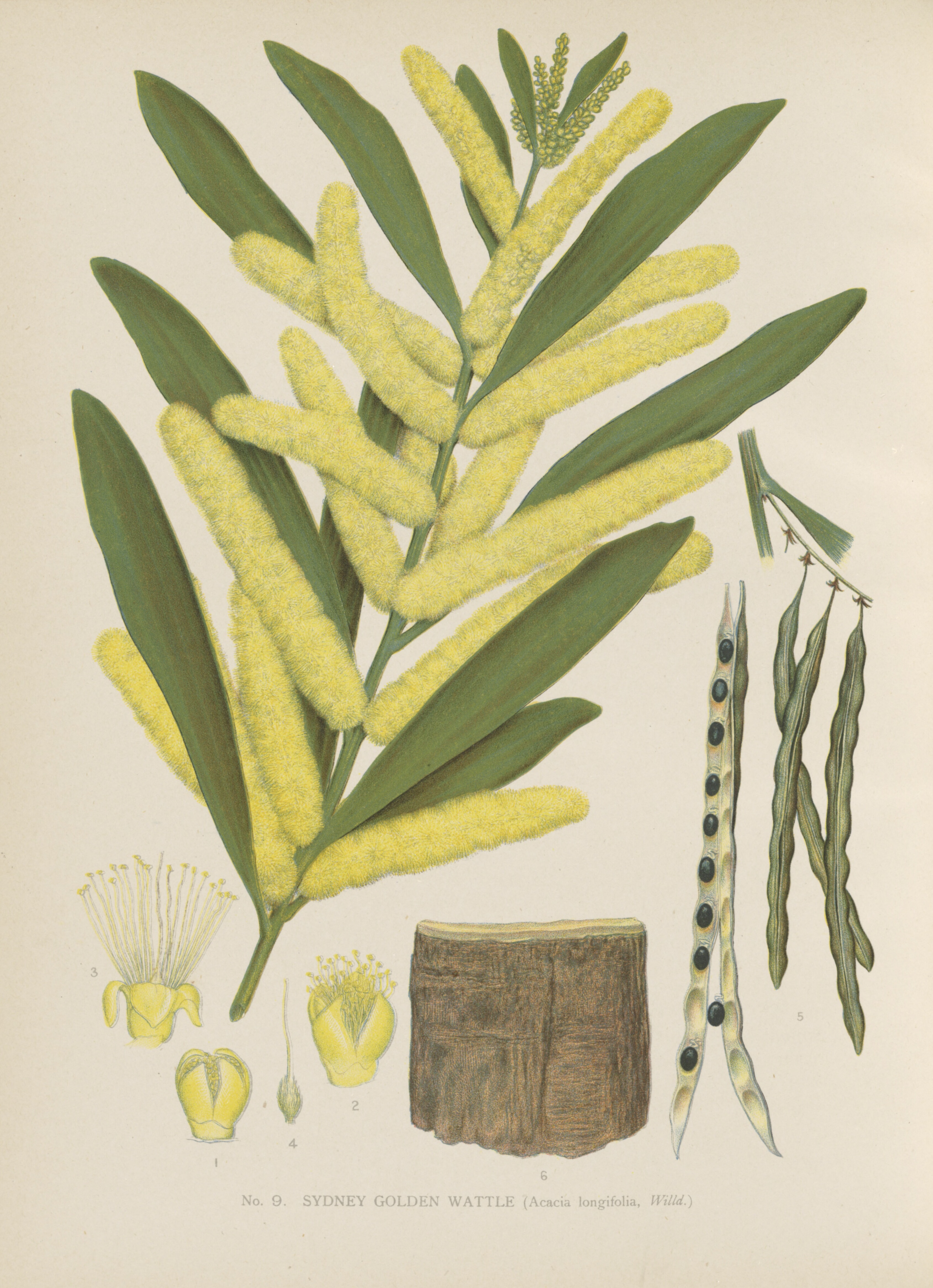